# 2023 års parlamentariska public service-kommitté
2023 års parlamentariska public service-kommitté (Ku 2023:01) var en svensk statlig utredning som tillsattes 2023 och lämnade sitt slutbetänkande Ansvar och oberoende – public service i oroliga tider (SOU 2024:34) den 13 maj 2024. Ordförande för kommittén var Göran Hägglund och som en parlamentariskt sammansatt kommitté representerade de åtta ledamöterna respektive parti i Sveriges riksdag. Utredningens uppdrag var att ta fram förslag på hur verksamheten i public service-bolagen Sveriges Television, Sveriges Radio och Utbilningsradion skall regleras under tillståndsperioden 2026–2033 samt vilken medelstilldelning bolagen skall få.

## Uppdrag
Kommitténs uppdrag var uppdelat i två huvudsakliga delar. Den första delen handlade om att föreslå en teknikneutral relering av public service, utgångspunkt i en ny public service-lag. Tidigare har regleringen av bolagens verksamhet skett främst genom sändningstillstånden i marknäten för radio och TV, något som alltså inte direkt kunnat påverka verksamhet på internet, men genom en ändring i Yttrandefrihetsgrundlagen som trädde i kraft 1 januari 2023 finns det möjlighet att i lag reglera all public service-verksamhet oavsett distributionskanal.
Den andra delen av uppdraget handlade om innehållet, inklusive förslag på medelstilldelning för perioden 2026–2033. Ett särskilt fokus i uppdraget låg på att utreda bolagens roll inom det svenska totalförsvaret.

## Organisation
Ordförande för kommittén var Göran Hägglund, tidigare partiledare för Kristdemokraterna. Som huvudsekreterare fungerade ämnesrådet Emma Alskog.
Kommitténs ledamöter var under hela utredningens arbetsperiod:
- Kristina Axén Olin, riksdagsledamot (M)
- Alexander Christiansson, riksdagsledamot (SD)
- Catarina Deremar, riksdagsledamot (C)
- Hans Eklind, riksdagsledamot (KD)
- Lars Leijonborg, f.d. statsråd (L)
- Amanda Lind, riksdagsledamot (MP)
- Lawen Redar, riksdagsledamot (S)
- Vasiliki Tsouplaki, riksdagsledamot (V)

## Förslag
Kommitténs förslag till ny lag om public service låg till grund för en lagrådsremiss den 27 mars 2025.
Kommitténs förslag på medelstilldelning är att räkna upp anslagen med 3 % för 2026 och sedan 2 % per år under 2027–2030 och sedan 1 % per år under perioden 2031–2033.
Utredningen var i viss frågor oenig. Representanterna för oppositionspartierna Centerpartiet, Miljöpartiet, Socialdemokraterna och Vänsterpartiet reserverade sig mot flera av utredningens förslag, inte minst medelstilldelningen. I en gemensam reservation anser de att medelstilldelningen för innehålla nivåhöjande tillägg om totalt 350 miljoner och sedan uppräkningar med 3 % för 2026, 2,6 % per år under 2027–2030 och 2,3 % per år under perioden 2031–2033.